# Gerhard H. Duismann
Gerhard H. Duismann (* 3. August 1941 in Lünen; † 2. August 2021) war ein deutscher Erziehungswissenschaftler.

## Leben
Duismann stammte aus dem Ruhrgebiet, wo er seine Schulausbildung absolvierte und über den zweiten Bildungsweg (nach Tischlerlehre und 5 Jahren Berufstätigkeit) an der Universität Dortmund das Lehramtsstudium aufnahm. Über zehn Jahre arbeitete er als Volks- und Sonderschullehrer im Ruhrgebiet, bevor er als Akademischer Rat (8 Jahre) an der Universität Oldenburg am Aufbau der einphasigen Lehrerausbildung mitwirkte und dort 1983 promovierte. Von hier aus wechselte er für fünf Jahre in die Lehrerfortbildung des Landesinstituts für Curriculumentwicklung und Lehrerfortbildung (Sonderschule) des Landes Nordrhein-Westfalen in Soest.
Nach der Promotion 1983 an der Universität Oldenburg war er von 1993 bis 2006 Professor (C3) für Erziehungswissenschaft – Didaktik der Technik an der Universität Hamburg. Hier war er bis zu seiner Pensionierung als Hochschullehrer tätig.

## Wissenschaftliche Schwerpunkte
Die Forschungs- und Entwicklungsarbeiten von Duismann waren durchgängig geprägt von der Intention der Entwicklung einer Technischen Bildung im Verständnis eines kritisch-konstruktiven Konzeptes für eine allgemeine Bildung, auf die alle Jugendliche einer modernen Gesellschaft einen Anspruch haben. Diese bezieht sich inhaltlich einerseits auf die Kontexte der Entwicklung von Arbeit und Produktion, andererseits auf die Erschließung und Entfaltung von Kompetenzen zur gesellschaftlichen Mitgestaltung in einer demokratisierten und in allen Lebensbereichen technologisch determinierten Gesellschaft.
Zahlreiche Einzelbeiträge und Veröffentlichungen konzentrierten sich zunächst auf die Schule für Lernbehinderte und auch Erziehungsschwierige (1970er / 1980er Jahre), darauffolgend dann aber vermehrt auf die Entwicklung einer Technischen arbeitsorientierten Bildung als Beitrag zu einem neuen Allgemeinbildungskonzept (Wolfgang Klafki 1985). Sein Engagement in der Innovation der akademischen Lehreraus- und -fortbildung erhielt damit eine weitere Profilierung. Dieses war auch nachfolgend die Kernbotschaft in seiner langjährigen Mitwirkung als Herausgeber der Fachzeitschrift „Arbeiten und Lernen“ (Friedrich Verlag bis 2009). Duismann überzeugte hier mit seinen vielfachen Anregungen und Problematisierungen für die Praxis von Schule und Unterricht und in seinen weiterführenden fachdidaktischen Beiträgen als Fortbildung für Lehrende aller Schulformen.
Duismann lenkte seinen wissenschaftlichen Focus zugleich auf die Konzeptionierung und Weiterentwicklung des historisch-genetischen Lernens, ein ursprünglicher Ansatz von Ilse Schütte (1981) zunächst in Zusammenarbeit mit Klaus Struve (1987). Unter Duismann konnte das historisch-genetische Lernen zu einem neuen leistungsfähigen fachdidaktischen Ansatz entwickelt werden, als Erkenntnisprinzip und zugleich potentielle Leitmethode in der Vermittlung von auf Technik bezogener Gestaltungskompetenz, zugleich auch als Anspruch  und Herausforderung einer politisch entschiedenen Schulentwicklung und Unterrichtsreform.
Unter seiner Moderation und Mitwirkung entstand in Zusammenarbeit mit Regine Bigga, Rolf Oberliesen, Karl Pichol und Dirk Plickat (1988–2005) eine fachliche Kommunikations- und Interessenkultur zum historisch-genetischen Lernen als vielfältigem interdisziplinär dominierten Forschungs- und Lehrbereich. Der damit verbundene kontinuierliche Austausch war mit der langjährigen Leitung der Arbeitsgemeinschaft Technikgeschichte in der Gesellschaft für Arbeit, Technik und Wirtschaft im Unterricht (GATWU) deutlich von seiner Person getragen.
Über viele Jahre organisierte und gestaltete er gemeinsam mit anderen Fachdidaktikern, Lehrenden aus der Praxis von Schule und Unterricht und Bildungsadministratoren zu diesen Fragestellungen größere fachspezifische Symposien in Deutschland und dem europäischen Ausland (so in Schweden, der Schweiz, Russland, Polen und auch der DDR). Er dokumentierte und kommentierte diese Fachdialoge zur Zukunft der arbeitsorientierten Bildung als umfassende technische allgemeine Bildung für alle Heranwachsenden in zahlreichen Veröffentlichungen und Tagungsdokumentationen, zum Teil als Herausgeber oder Mitherausgeber im Auftrag der Fachgesellschaft GATWU. Diese trugen nicht zuletzt bis heute erheblich zu einem sich erweiternden Dialog in diesem Schnittfeld von Lehrerausbildung und Schulpraxis bei.

## Schriften (Auswahl)
- Technisches Werken in der Arbeitslehre der Lernbehindertenschule. Curriculumorientierte Theorie und Praxis. Berlin 1974, ISBN 3-7864-0869-6
- mit Struve, Klaus (Hrsg.): Arbeitslehre, Polytechnik - Die Geschichte von Arbeit, Technik und  Produktion im Unterricht – ein Beitrag zur neuen Allgemeinbildung, Oldenburg 1988, ISBN 3-8142-0288-0.
- Computer-Musik. Computer verändern Musikproduktion und Musikkonsum. Soest 1990, ISBN 3-8165-1740-4.
- (Hrsg.): Berufsorientierung und technische und ökonomische Bildung. Herausforderung durch den Einsatz neuer Technologien. Bericht der Fachtagung der GATWU und des Internationalen Arbeitskreises Sonnenberg in St. Andreasberg/Oberharz vom 1.–6. Oktober 1989. Braunschweig 1990, ISBN 3-922706-13-4.
- Sonderschulen und neue Technologien – Modellversuch „Informations- und Kommunikationstechnologische Grundbildung in Schulen für Lernbehinderte und Schulen für Erziehungshilfe“, Soest 1990, ISBN 3-8165-1733-1.
- Arbeitslehre an Schulen für Lernbehinderte und an Schulen für Erziehungshilfe: Grundlagen und Konzepte, Hagen, Fernuniversität 1991.
- mit Oberliesen, Rolf (Hrsg.): Arbeitsorientierte Bildung 2010, Szenarien – Kontinuität und Wandel, Baltmannsweiler 1995, ISBN 3-87116-338-4.
- mit Klattenhoff, Klaus: Das industrielle Zeitalter. Troisdorf 2005, ISBN 3-427-86002-7.
- Historisch-genetisches Lernen als kritisch-konstruktives Allgemeinbildungskonzept – Bewältigung von Schlüsselproblemen durch sozial und ökologisch verträgliche     Technikgestaltung, In: Meschenmoser, Helmut / Plickat, Dirk (Hrsg.): Arbeit und Technik verstehen – Zukunft gestalten, Berlin 2005, ISBN 3-932598-16-4.
- mit Meschenmoser, Helmut / Oberliesen, Rolf / Plickat, Dirk (Hrsg.): Schule unter dem Leitbild einer Kultur der Arbeit –  Frühe Schriften von Günter Wiemann zur Arbeitslehre und Berufspädagogik, Reihe: Quellen zur Geschichte einer an Arbeit orientierten Pädagogik, Bd. 1, Berlin 2013, ISBN 978-3-932598-23-4. Onlinepublikation: http://nbn-resolving.de/urn:nbn:de:gbv:46-00103514-13. Aufgerufen am 29. Januar 2022.